# Andrews Norton
Andrews Norton (31 décembre 1786 - 18 septembre 1853) est un prédicateur et théologien américain. Avec William Ellery Channing, il est le leader de l'unitarisme traditionnel du début et du milieu du XIXe siècle, et est connu sous le nom de « pape unitarien » . Il est le père de l'écrivain Charles Eliot Norton.

## Biographie
Au début de sa carrière, Andrews Norton aide à établir l'unitarisme libéral en Nouvelle-Angleterre et s'oppose avec véhémence au calvinisme et au trinitarisme très conservateurs. Néanmoins, plus tard dans la vie, il devient le principal opposant unitarien conservateur au transcendantalisme. En tant que théologien en vue et bien publié, il gagne de certains le titre de plaisanterie de « le pape unitarien ».
Il est né à Hingham, Massachusetts, fils de Samuel Norton. Il est diplômé de l'Université Harvard en 1804 et continue en tant qu'étudiant diplômé et conférencier là-bas et au Bowdoin College. Il est élu membre de l'Académie américaine des arts et des sciences en 1815 . Il est nommé lecteur Dexter d'exégèse biblique en 1813, et en 1819, Harvard fait de lui le premier Professeur Dexter d'écritures sacrées, poste qu'il occupe jusqu'en 1830. Il est également bibliothécaire du Harvard College de 1813 à 1821 .

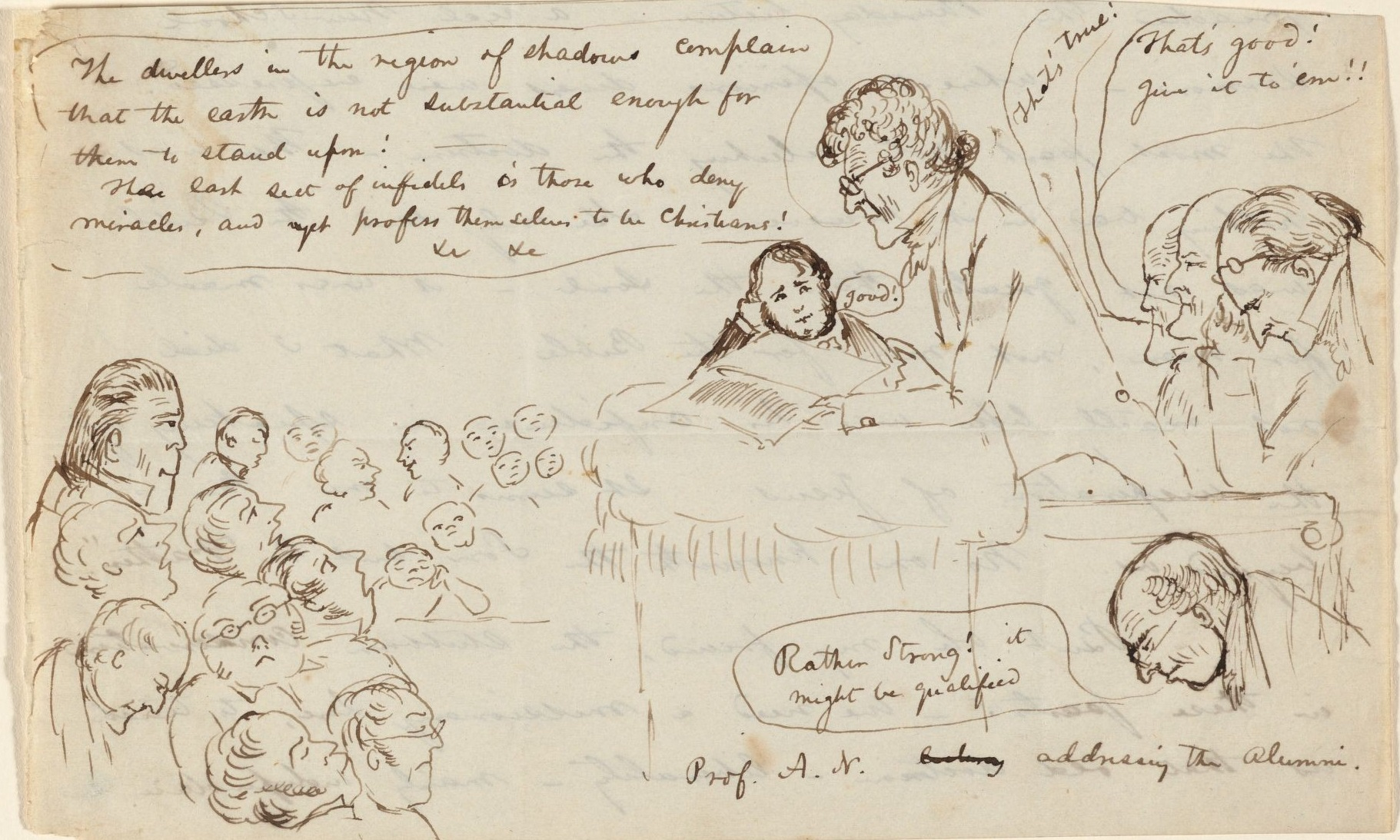
Andrews Norton attaque le transcendantalisme dans une caricature de Christopher Pearse Cranch, ca. 1836 - 1838

Norton s'engage dans des débats vigoureux avec George Ripley (transcendantaliste) (en) en 1836 et Ralph Waldo Emerson en 1838 (sur Emerson's Divinity School Address). Il s'oppose à la montée du transcendantalisme et insiste sur la vérité de certains des miracles bibliques, tout en rejetant « la plupart de ceux de l'Ancien Testament, et quelques-uns du nouveau », notamment en rejetant la Conception virginale . En rejetant la naissance virginale, il est allé au-delà de William Ellery Channing .
Il meurt en 1853 à Newport, Rhode Island .